# رادیو ملی اسپانیا
رادیو ملی اسپانیا (Radio Nacional de España) رسانه عمومی ملی کشور اسپانیاست. از سال ۱۹۷۳ در کنار تله‌بیسیون اسپانیولا (TVE) و به‌عنوان بخشی از «سازمان رادیو تلویزیون اسپانیا»، این بنگاه رسانه‌ای وظیفهٔ مدیریت و اجرای خدمات رسانه‌ای ملی همگانی را در کشور اسپانیا به عهده داشته‌است.
رادیو ملی اسپانیا نخستین بار در ۱۹ ژانویهٔ ۱۹۳۷ میلادی و در اوج جنگ داخلی اسپانیا (۱۹۳۶–۱۹۳۹) در سالامانکا پایه‌گذاری شد. نخستین فرستندهٔ آن با قدرت پخش ۲۰ کیلووات توسط شرکت آلمانی تلفن‌کن ساخته شد و هدیه‌ای بود از سوی دولت آلمان نازی به اسپانیای فرانکو.
در سال ۱۹۴۰، مقر اصلی این رادیو به شهر مادرید انتقال یافت و طی جنگ جهانی دوم و پیش از تصرف ایتالیا توسط متفقین جنگ جهانی دوم و عقب‌نشینی نیروهای آلمان نازی از ولگوگراد، این رادیو به همکاری و بازتاب اخبار نیروهای محور (متحدین) می‌پرداخت.
رادیو ملی اسپانیا از سال ۱۹۶۵ به اتحادیه پخش برنامه‌های اروپایی پیوست. این رادیو از اواخر دههٔ ۱۹۵۰ تا اوایل دههٔ ۱۹۶۰ میلادی، شاهد به‌کارگیری فناوری‌های روزِ آن زمان، نظیر استفاده از مدولاسیون فرکانس (FM) و پخش استریو بود.